# M35 (bomba)
M35 – amerykańska bomba kasetowa wagomiaru 750 funtów. Składa się z zasobnika o oznaczeniu M30 i 57 bomb zapalających M74A1.